# Charles Bertier
Pour les articles homonymes, voir Bertier.
Ne doit pas être confondu avec Charles Bertier (magistrat).
Charles Bertier, né le 1er octobre 1860 à Grenoble, mort dans la même ville le 26 juillet 1924, est un peintre paysagiste français.

## Biographie

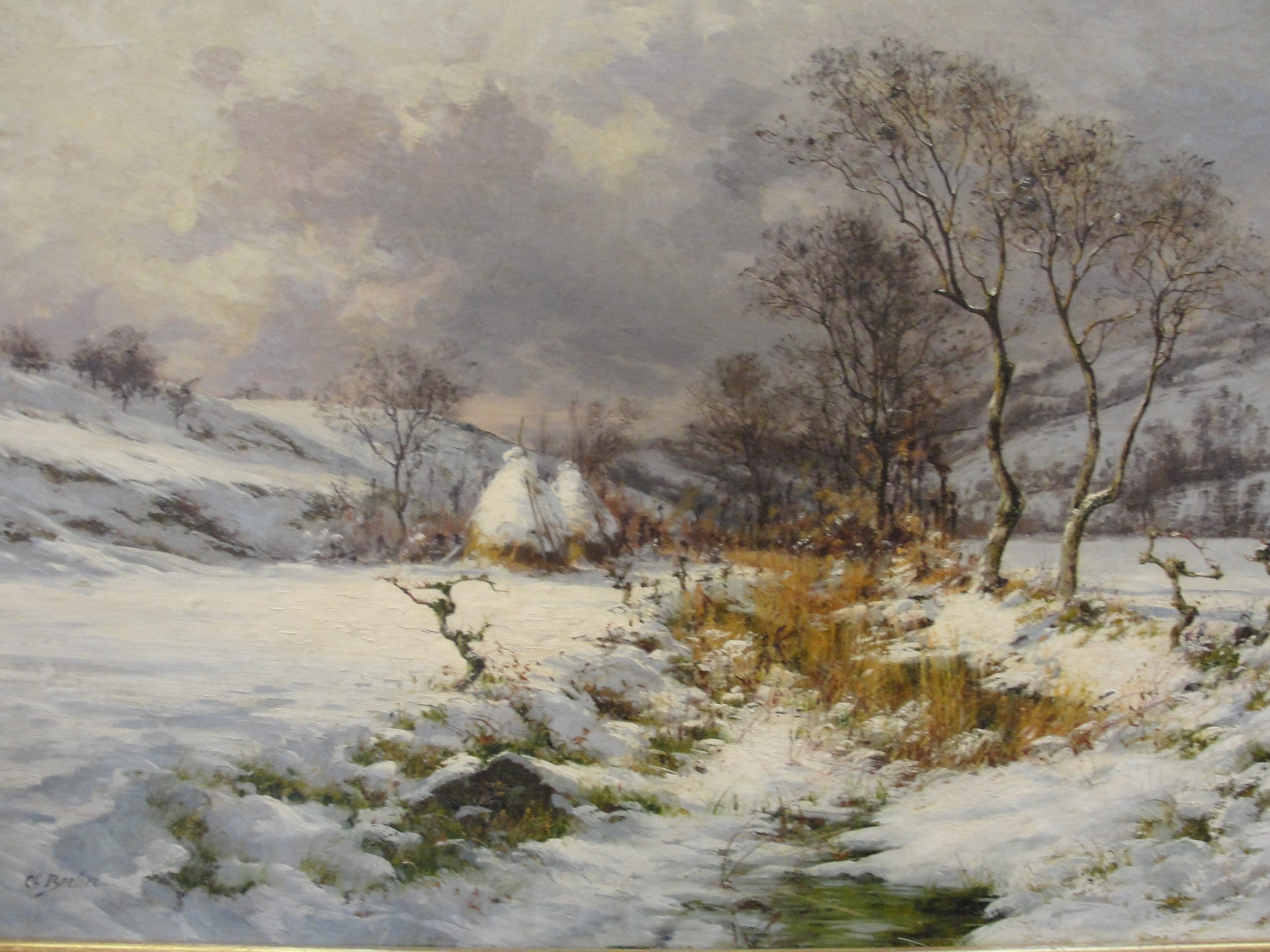
Effet de neige (vers 1904), musée Hébert (La Tronche).

Né dans une famille de gantiers, Charles Bertier entre au petit Séminaire du Rondeau, dans les faubourgs de Grenoble, où il suit les cours de dessin de l'abbé Laurent Guétal auprès duquel il apprend la rigueur de la composition. Celui-ci influence le choix de ses sujets : bords de rivières, forêts et montagnes. Tous deux sont membres de l'École dauphinoise qui compte, entre autres, Ernest Victor Hareux et Jean Achard. Ils furent parfois appelés les « paysagistes dauphinois ».
Charles Bertier entre en 1875 à l'école professionnelle de Monsieur Hauquelin, future École Vaucanson, afin de s'initier à la mécanique qui l'intéresse autant que le dessin. Il est admis à l'École des beaux-arts de Paris où il retrouve son compatriote Jean-Alexis Achard.
Il a exposé plusieurs fois au Salon, notamment en 1894 où sa Vallée du Vénéon au plan du Lac (musée de Grenoble) obtient une mention honorable. En 1900, il peint un Coucher de soleil sur la chaine de Belledonne pour le restaurant Le Train bleu de la gare de Lyon à Paris. Son tableau, Le Dégel du lac de l'Eychauda est un hommage à son maître Guétal.
Titulaire de 31 récompenses, en France comme à l'étranger, il est membre de la Société des artistes français, membre fondateur de la Société des peintres de montagne et membres de plusieurs jurys.
Son atelier, situé 31 route d'Eybens, dans le quartier Exposition-Bajatière, est détruit en 1913 par un incendie, il ne reste plus rien de ses œuvres (dessins, peintures et manuscrits) qui y étaient entreposées. Il reprend son travail en peignant les massifs de l'Oisans, de Suisse et du Mont-Blanc, afin d'exposer aux Salons de Paris, de Grenoble et de Lyon jusqu'à son décès qui survient le 26 juillet 1924. Il est inhumé au cimetière Saint-Roch de Grenoble.

## Collections publiques
Dessins

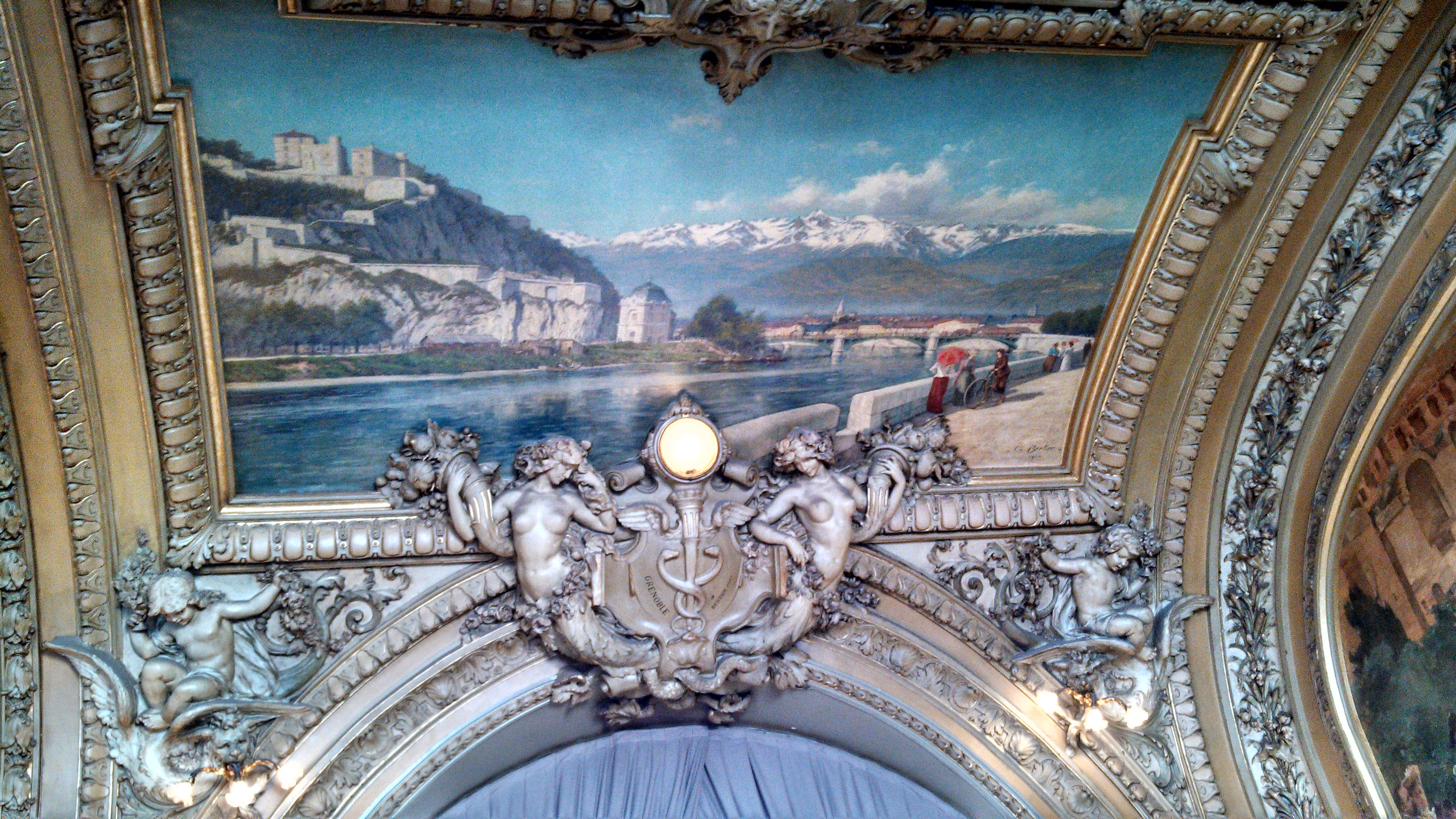
plafond de la grande salle du restaurant Le Train bleu, Paris, gare de Lyon.

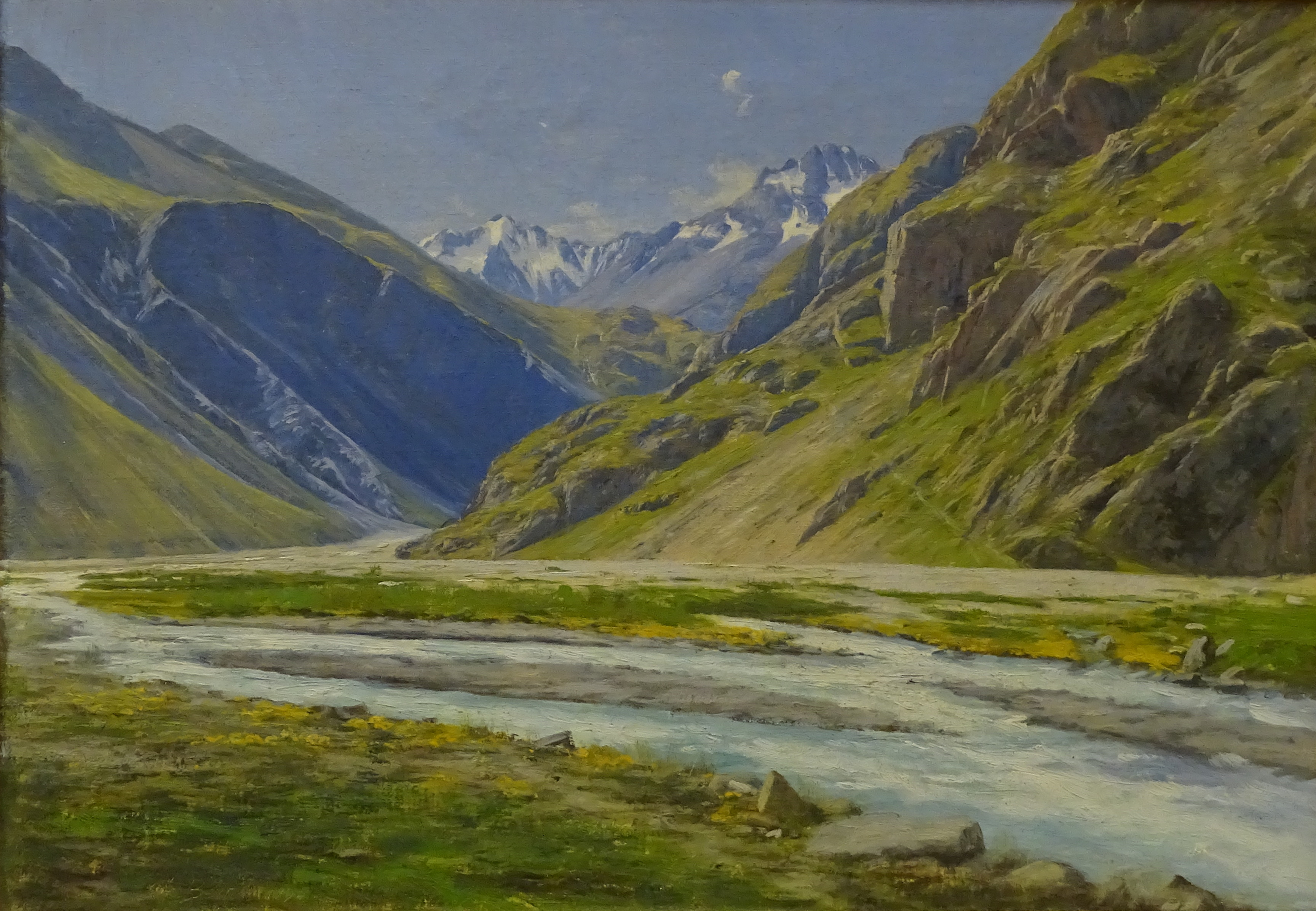
La vallée de la Romanche vue depuis le Pied-du-Col, c1894, Musée de Grenoble

- Vue du parc de Versailles, le bassin d'Apollon et le Grand canal (1858), aquarelle et mine de plomb, château de Versailles

Peintures
- À Engenières (vers 1885), musée de Grenoble
- Vallée du Vénéon à Saint-Christophe-en-Oisans (1894), musée de Grenoble[1]
- Vallée de la Romanche au Pied-du-Col (1894), musée de Grenoble
- Grenoble (1900), Paris, Gare de Lyon, grande salle du restaurant Le Train bleu
- Coucher de soleil sur la chaîne de Belledonne (1900), Paris, gare de Lyon, plafond du salon d'honneur du restaurant Le Train bleu
- Rue Notre-Dame à Annecy (vers 1905), Bourg-en-Bresse, musée de Brou
- Le Pont de la Danchère - près de Bourg d'Aru, musée de Grenoble
- Rue Notre-Dame à Annecy (avant 1906), Bourg-en-Bresse, hôtel de la préfecture de l'Ain[5]
- Vue de Saint Bonnet en Champsaur, Gap, Musée Muséum départemental des Hautes-Alpes
- Tribunal administratif de Grenoble

## Récompenses
- Mention honorable au Salon de 1894 pour Vallée du Vénéon

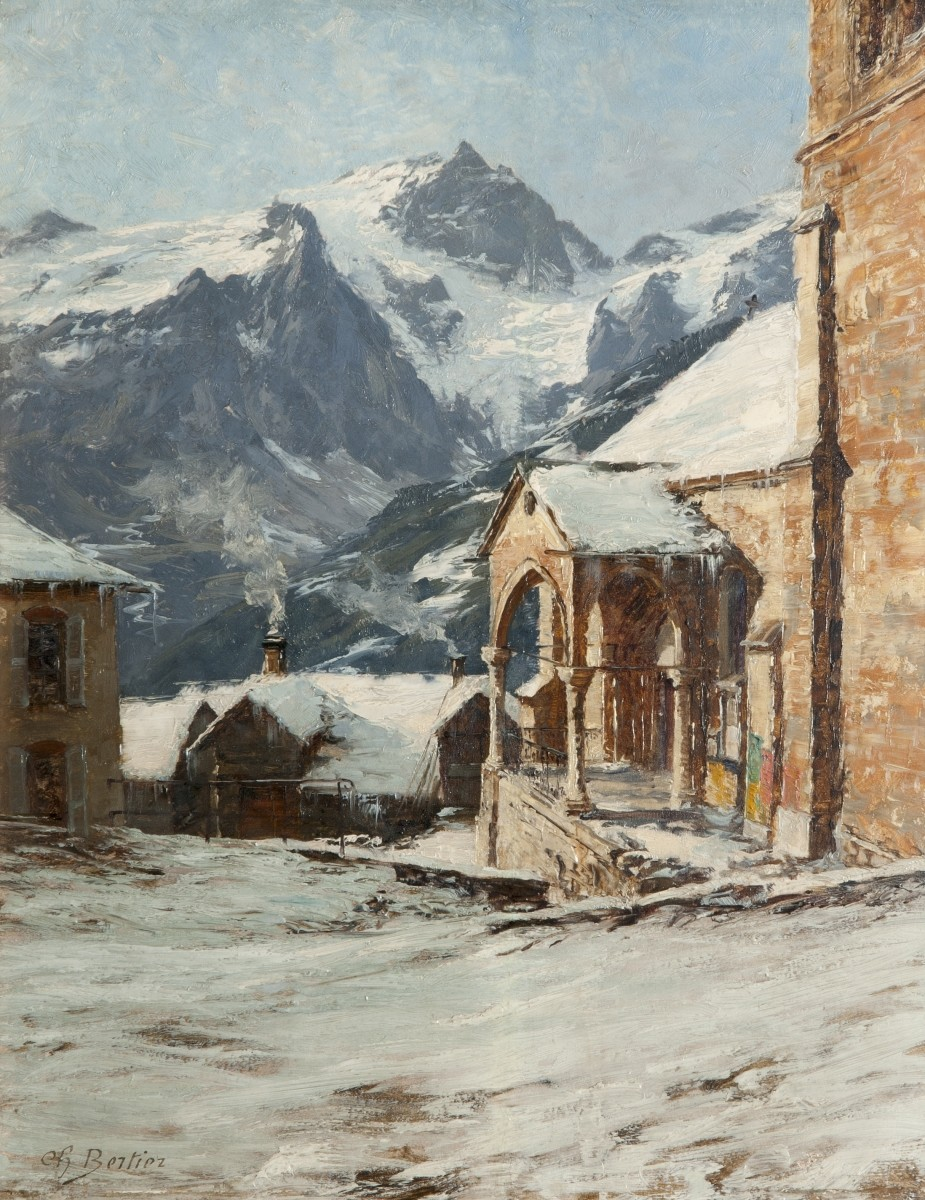
La Meije, vue du hameau, les Terrasses (la Grave)

- Médaille d'or[Quand ?] du Salon à Paris

## Expositions
- 1880, Salon à Paris
- 1894, Salon : Vallée du Vénéon à Saint-Christophe-en-Oisans
- 1895, Salon des artistes français
- 1906, Société des peintres de montagne à Grenoble
- 1908, Salon des peintres de Montagnes
- 1915, Salon de la Société Lyonnaise à Lyon
- 1916, Salon de la Société Lyonnaise des beaux-arts de Lyon,  Le Lac de Merlat à la Praz de Belledonne
- 1976, « Artistes Dauphinois du XIXe », Maison Barnave à Saint-Egrève
- 1984, « Exposition Charles Bertier », Espace Achard
- 1986, Expo à l'Espace Achard Le lac des Sept Laux
- 1992, « De David à Picasso, chefs-d'œuvre du musée de Grenoble », Lausanne
- 1993, Takamatsu (Japon)
- 1993, Kanazawa (Japon)
- 1993, Tokyo (Japon)
- 2005, « Trois maîtres du paysage dauphinois du XIXe siècle », musée de Grenoble